# Штиннес-Сёдерстрём, Клереноре
Клерено́ре Шти́ннес-Сёдерстрём (нем. и швед. Clärenore Stinnes-Söderström), урождённая Клерено́ре Шти́ннес (нем. Clärenore Stinnes; 21 января 1901, Мюльхайм-ан-дер-Рур, Германская империя — 7 сентября 1990, Бьёрнлунда, Швеция) — немецкая автогонщица; первая женщина, совершившая кругосветное путешествие на автомобиле.

## Биография
Клереноре Штиннес родилась 21 января 1901 года в семье крупного германского промышленника Хуго Штиннеса и его жены Клере Штиннес в городе Мюльхайм-ан-дер-Руре. Получила домашнее начальное образование, после чего посещала местный лицей. С 1911 года жила на юге Швеции, в поместье своих родителей Аса-Гард (швед. Åsa Gård), где выучила шведский язык. Во время Первой мировой войны была помощницей медицинской сестры в военном госпитале. С 1919 года жила в Висбадене у своей тётки Норы —жены автогонщика Роберта Данлопа, который привил Клереноре страсть к автомобилям. С 1922 года работала ассистентом режиссёра в основанной её отцом берлинской кинокомпании «Вести-Фильм» (нем. Westi-Film). После смерти отца в 1924 году попыталась взять на себя управление отцовским бизнесом, чему воспротивилась мать и что привело к разрыву между ними.

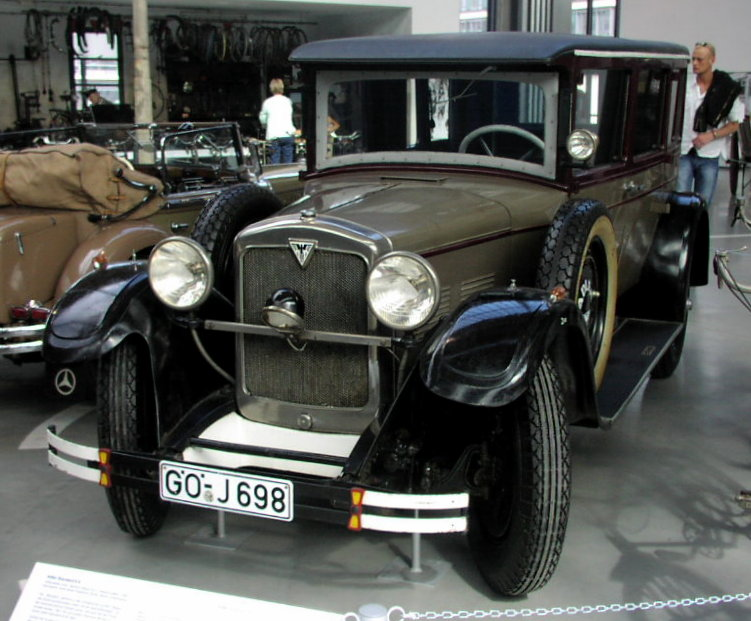
Автомобиль Adler Standard 6, аналогичный тому, на котором путешествовала Штиннес-Сёдерстрём

В том же 1924 году страсть Клереноре к автомобилям привела к тому, что она начала участвовать в автогонках на трассе АФУС. В 1926 году на автомобиле AGA приняла участие в автопробеге Петроград — Москва — Тбилиси, и победила в своём классе. В том же году одержала 17 побед в гонках на трассе АФУС на различных автомобилях марок Dinos, AGA и Adler. В 1926 году Клереноре пришла в голову идея совершить кругосветное путешествие на серийном автомобиле, которое она начала планировать совместно с компанией Adler и при поддержке министра иностранных дел Германии Густава Штреземана, а также послов Франции, Великобритании и Советского Союза. В 1927 году она отправилась в путь из Франкфурта-на-Майне на автомобиле Adler Standard 6; Клереноре сопровождали шведский фотограф и кинооператор Карл-Аксель Сёдерстрём, который фиксировал этапы путешествия, а позднее стал её мужем, и грузовик Adler с двумя механиками и набором запасных частей и инструментов. Путь пролегал через Балканы, Турцию, Багдад, Тегеран, Кавказ, Москву, откуда путешественница отправилась в Сибирь, пересекла замёрзшее озеро Байкал, Монголию, Китай. Оттуда Штиннес на пароме перебралась в Японию, Гаваи, откуда отправилась в Южную Америку, а затем — в Соединённые Штаты (где 16 мая 1929 года её встречал лично Генри Форд). Путешествие длиной 47 000 км завершилось 24 июня 1929 года в Берлине. Средства массовой информации того времени сравнивали первое кругосветное путешествие, совершённое женщиной на автомобиле, с трансатлантическим авиаперелётом Чарльза Линдберга. Позднее в том же 1929 году был опубликован путевой дневник Клереноре, вызвавший большой резонанс, а в 1931 году на экраны вышел фильм Сёдерстрёма, который способствовал ещё большей популярности Штиннес-Сёдерстрём.
Тем не менее, несмотря на свою известность во всей Европе, после окончания путешествия Клереноре полностью ушла в частную жизнь и практически не появлялась на публике. Она переехала в поместье Аса-Гард в Швеции, которое получила при разделе наследства отца, занималась разведением скота и жила на проценты, выплачивавшиеся ей в качестве дивидендов от деятельности семейных компаний. В 1945 году предприятия Штиннесов были конфискованы за их активное сотрудничество с нацистским режимом, в результате чего доходы Клереноре резко сократились. Ей пришлось продать поместье Аса-Гард и приобрести более скромное поместье Стора-Валла-Гард (швед. Stora Valla Gård) вблизи Бьёрнлунды. В 1968 году она купила у своего брата небольшой домик вблизи Ирменаха в Германии, куда приезжала вплоть до 1986 года. В конце 1970-х годов режиссёр-документалист Михаэль Кубалль обнаружил дневник Карла-Акселя Сёдельстрёма о кругосветном путешествии его жены, который он подготовил к печати вместе с Клереноре и опубликовал в 1981 году с фотографиями автора, что возродило интерес к автогонщице. Клереноре Штиннес-Сёдерстрём скончалась в Бьёрнлунде, Швеция 7 сентября 1990 года.